# Anisocyrta perdita
Anisocyrta perdita är en stekelart som först beskrevs av Alexander Henry Haliday 1838.  Anisocyrta perdita ingår i släktet Anisocyrta och familjen bracksteklar. Arten är reproducerande i Sverige. Inga underarter finns listade i Catalogue of Life.